# Lycaena comedarum
Lycaena comedarum är en fjärilsart som beskrevs av Grum-grshimailo 1890. Lycaena comedarum ingår i släktet Lycaena och familjen juvelvingar. Inga underarter finns listade i Catalogue of Life.